# Partido Nacional Socialista Obrero de Chile
O Partido Nacional Socialista Obrero de Chile (PNSO) foi um movimento de caráter neonazista existente no Chile entre 1962 e 1970.

## História
Foi fundado em 1962 por Franz Pfeiffer Richter — autoproclamado "comandante" do agrupamento — tendo como base estética e ideológica o Partido Nacional-Socialista dos Trabalhadores Alemães (NSDAP). O grupo fez parte União Mundial dos Nacional-Socialistas
Entre as atividades do grupo, estava a organização de um concurso de beleza chamado "Miss Belleza Nazi", e a intenção de estabelecer o ramo chileno do Ku Klux Klan. Também publicou o periódico Cruz Gamada entre setembro de 1964 e dezembro de 1965. Foi dissolvido em 1970, e vários de seus membros se juntaram à Frente Nacionalista Patria y Libertad (FNPL).
Pffeifer tentou refundar o partido em 1983 com base numa onda de protestos contra a ditadura militar chilena de Augusto Pinochet, não obtendo sucesso.
Em uma declaração de 1999 da PNSO, consideraram a Patria Nueva Sociedad como o sucessor do grupo.